# Talis renetae
Talis renetae là một loài bướm đêm trong họ Crambidae.